# René Bourque
Pour les articles homonymes, voir Bourque.
René Bourque (né le 10 décembre 1981 à Lac La Biche, dans la province de l'Alberta au Canada) est un joueur professionnel canadien de hockey sur glace qui évolue au poste d'ailier droit,.

## Carrière de joueur
Malgré son nom à consonance française, René Bourque, qui est d'origine métisse, ne parle pas français.
N'ayant pas été repêché par une équipe de la Ligue nationale de hockey, il signe cependant un contrat avec les Blackhawks de Chicago en 2004. En 2008 il rejoint les Flames de Calgary. Le 12 janvier 2012, il est échangé aux Canadiens de Montréal en retour de Michael Cammalleri, d'un 5e choix au repêchage de 2012 ainsi que des droits sur le gardien Karri Ramo.
Au cours de la saison 2014-2015, à la suite de ses performances jugées insatisfaisantes, il est envoyé au ballotage puis rétrogradé dans la Ligue américaine avant d'être échangé le 20 novembre 2014 aux Ducks d'Anaheim contre le défenseur Bryan Allen. Après avoir été remis au ballotage par les Ducks sans être réclamé, il est échangé le 2 mars au Blue Jackets de Columbus avec l’attaquant William Karlsson et un choix de deuxième ronde au repêchage de 2015 contre le défenseur James Wisniewski.

## Carrière internationale
Il représente l'équipe du Canada au niveau international lors du championnat du monde 2010 et aux Jeux olympiques d'hiver de 2018 à Pyeongchang.

## Statistiques

### En club
| Saison      | Équipe                   | Ligue       |     | Saison régulière | Saison régulière | Saison régulière | Saison régulière | Saison régulière |    | Séries éliminatoires | Séries éliminatoires | Séries éliminatoires | Séries éliminatoires | Séries éliminatoires |
| Saison      | Équipe                   | Ligue       | PJ  | B                | A                | Pts              | Pun              | PJ               | B  | A                    | Pts                  | Pun                  |                      |                      |
| 1999-2000   | Saints de St-Albert      | LHJA        | 63  | 44               | 41               | 85               | 113              | -                | -  | -                    | -                    | -                    |                      |                      |
| 2000-2001   | Badgers du Wisconsin     | NCAA        | 32  | 10               | 5                | 15               | 18               | -                | -  | -                    | -                    | -                    |                      |                      |
| 2001-2002   | Badgers du Wisconsin     | NCAA        | 38  | 12               | 7                | 19               | 26               | -                | -  | -                    | -                    | -                    |                      |                      |
| 2002-2003   | Badgers du Wisconsin     | NCAA        | 40  | 19               | 8                | 27               | 54               | -                | -  | -                    | -                    | -                    |                      |                      |
| 2003-2004   | Badgers du Wisconsin     | NCAA        | 42  | 16               | 20               | 36               | 74               | -                | -  | -                    | -                    | -                    |                      |                      |
| 2004-2005   | Admirals de Norfolk      | LAH         | 78  | 33               | 27               | 60               | 105              | 6                | 1  | 0                    | 1                    | 8                    |                      |                      |
| 2005-2006   | Blackhawks de Chicago    | LNH         | 77  | 16               | 18               | 34               | 56               | -                | -  | -                    | -                    | -                    |                      |                      |
| 2006-2007   | Blackhawks de Chicago    | LNH         | 44  | 7                | 10               | 17               | 38               | -                | -  | -                    | -                    | -                    |                      |                      |
| 2006-2007   | Admirals de Norfolk      | LAH         | 1   | 0                | 0                | 0                | 0                | -                | -  | -                    | -                    | -                    |                      |                      |
| 2007-2008   | Blackhawks de Chicago    | LNH         | 62  | 10               | 14               | 24               | 42               | -                | -  | -                    | -                    | -                    |                      |                      |
| 2008-2009   | Flames de Calgary        | LNH         | 58  | 21               | 19               | 40               | 70               | 5                | 1  | 0                    | 1                    | 22                   |                      |                      |
| 2009-2010   | Flames de Calgary        | LNH         | 73  | 27               | 31               | 58               | 88               | -                | -  | -                    | -                    | -                    |                      |                      |
| 2010-2011   | Flames de Calgary        | LNH         | 80  | 27               | 23               | 50               | 42               | -                | -  | -                    | -                    | -                    |                      |                      |
| 2011-2012   | Flames de Calgary        | LNH         | 38  | 13               | 3                | 16               | 41               | -                | -  | -                    | -                    | -                    |                      |                      |
| 2011-2012   | Canadiens de Montréal    | LNH         | 38  | 5                | 3                | 8                | 27               | -                | -  | -                    | -                    | -                    |                      |                      |
| 2012-2013   | Canadiens de Montréal    | LNH         | 27  | 7                | 6                | 13               | 32               | 5                | 2  | 1                    | 3                    | 10                   |                      |                      |
| 2013-2014   | Canadiens de Montréal    | LNH         | 63  | 9                | 7                | 16               | 32               | 17               | 8  | 3                    | 11                   | 27                   |                      |                      |
| 2014-2015   | Canadiens de Montréal    | LNH         | 13  | 0                | 2                | 2                | 6                | -                | -  | -                    | -                    | -                    |                      |                      |
| 2014-2015   | Bulldogs de Hamilton     | LAH         | 4   | 2                | 2                | 4                | 4                | -                | -  | -                    | -                    | -                    |                      |                      |
| 2014-2015   | Ducks d'Anaheim          | LNH         | 30  | 2                | 6                | 8                | 12               | -                | -  | -                    | -                    | -                    |                      |                      |
| 2014-2015   | Blue Jackets de Columbus | LNH         | 8   | 4                | 0                | 4                | 4                | -                | -  | -                    | -                    | -                    |                      |                      |
| 2015-2016   | Blue Jackets de Columbus | LNH         | 49  | 3                | 5                | 8                | 38               | -                | -  | -                    | -                    | -                    |                      |                      |
| 2016-2017   | Avalanche du Colorado    | LNH         | 65  | 12               | 6                | 18               | 56               | -                | -  | -                    | -                    | -                    |                      |                      |
| 2017-2018   | Djurgårdens IF           | SHL         | 35  | 13               | 9                | 22               | 34               | -                | -  | -                    | -                    | -                    |                      |                      |
| Totaux LNHn | Totaux LNHn              | Totaux LNHn | 725 | 163              | 153              | 316              | 584              | 27               | 11 | 4                    | 15                   | 59                   |                      |                      |

### En équipe nationale
| Année | Équipe | Compétition          |   | PJ | B | A | Pts | Pun                |  | Résultat |
| 2010  | Canada | Championnat du monde | 7 | 1  | 1 | 2 | 14  | 7e place           |  |          |
| 2018  | Canada | Jeux olympiques      | 6 | 3  | 1 | 4 | 2   | Médaille de bronze |  |          |

## Trophées et honneurs personnels
- Ligue américaine de hockey
  - 2005 : nommé dans l'équipe d'étoiles des recrues
  - 2005 : récipiendaire du trophée Dudley-« Red »-Garrett